# Denver Rockets 1967-1968
La stagione 1967-68 dei Denver Rockets fu la 1ª nella ABA per la franchigia.
I Denver Rockets arrivarono terzi nella Western Division con un record di 45-33. Nei play-off persero la semifinale di division con i New Orleans Buccaneers (3-2).

## Roster
| N°    | Naz.                   | Ruolo | Sportivo        | Anno | Alt. | Peso |
| ----- | ---------------------- | ----- | --------------- | ---- | ---- | ---- |
| 10    | Stati Uniti (bandiera) | G     | Grant Simmons   | 1943 | 191  | 86   |
| 12    | Stati Uniti (bandiera) | A     | Chuck Gardner   | 1944 | 203  | 93   |
| 14-23 | Stati Uniti (bandiera) | G     | Jeff Congdon    | 1943 | 185  | 82   |
| 14    | Stati Uniti (bandiera) | G     | John Morrison   | 1945 | 188  | 86   |
| 20    | Stati Uniti (bandiera) | G     | Willis Thomas   | 1937 | 188  | 84   |
| 22    | Stati Uniti (bandiera) | A     | Julian Hammond  | 1943 | 196  | 93   |
| 24    | Stati Uniti (bandiera) | C     | Tom Hoover      | 1941 | 206  | 104  |
| 30    | Stati Uniti (bandiera) | A     | Ron Horn        | 1938 | 201  | 100  |
| 30    | Stati Uniti (bandiera) | G     | R.B. Lynam      | 1944 | 185  | 86   |
| 30    | Stati Uniti (bandiera) | G     | Richie Moore    | 1945 | 188  | 86   |
| 32    | Stati Uniti (bandiera) | GA    | Larry Jones     | 1942 | 188  | 82   |
| 40    | Stati Uniti (bandiera) | AC    | Byron Beck      | 1945 | 206  | 102  |
| 42    | Stati Uniti (bandiera) | G     | Lonnie Wright   | 1944 | 188  | 93   |
| 44    | Stati Uniti (bandiera) | A     | Willie Murrell  | 1941 | 198  | 102  |
| 50    | Stati Uniti (bandiera) | AC    | Tommie Bowens   | 1940 | 203  | 100  |
| 54    | Stati Uniti (bandiera) | AC    | Wayne Hightower | 1940 | 203  | 87   |

## Staff tecnico
- Allenatore: Bob Bass